# Filologia rosyjska
Filologia rosyjska (rusycystyka) – dyscyplina zajmująca się badaniem języka, kultury i literatury rosyjskiej. Stanowi część slawistyki.